# Hanif Kureishi
Hanif Kureishi, né le 5 décembre 1954 à Bromley, est un écrivain, scénariste et dramaturge britannique. 
Il est un des représentants les plus célèbres de la nouvelle « école » d’écrivains britanniques d’origine étrangère. Ses livres traitent entre autres d'immigration, de racisme et de sexualité. 

## Biographie
Kureishi est né le 5 décembre 1954 à Bromley (Royaume-Uni), de mère anglaise et de père pakistanais. Il a étudié la philosophie à l'université de Londres. Il est professeur en écriture créative à l'Université de Kingston. 
Il s'est fait connaitre grâce à My Beautiful Laundrette, scénario de film dont le personnage principal est un garçon d’origine anglo-pakistanaise, homosexuel, qui grandit dans le Londres des années 1980. Le film, réalisé par Stephen Frears, a remporté le New York Film Critics Best Screenplay Award et a été nommé aux Oscars pour le prix du meilleur scénario. Kureishi a également écrit pour Stephen Frears le scénario de Sammy et Rosie s'envoient en l'air (Sammy and Rosie Get Laid).
Son roman Le Bouddha de banlieue (The Buddha of Suburbia, 1990) a reçu le Whitbread Award du meilleur premier roman et a été adapté en série télévisée (avec une musique de David Bowie).
En 1997, la nouvelle My Son The Fanatic est portée à l'écran sous le titre Mon fils le fanatique par Udayan Prasad sur un scénario de l'auteur. 
Le roman Intimité (Intimacy, 1998) a provoqué un débat, car l’histoire évoque un homme qui se sent physiquement et émotionnellement rejeté par sa femme avec qui il a deux enfants et la quitte. Le débat ne portait pas sur le livre, mais sur le fait que l’auteur lui–même venait de quitter son épouse et ses deux fils. En 2000–2001 le roman a été librement adapté au cinéma par Patrice Chéreau. Le film a remporté deux Ours au Festival de Berlin : l'Ours d'or du meilleur film et l'Ours d’argent de la meilleure actrice pour Kerry Fox.
La pièce de Kureishi The Mother, également adaptée au cinéma par Roger Michell, montre une relation où les rôles  ont été inversés : une femme de 70 ans séduit un homme marié de 35 ans et amant de sa fille.
Dans Contre son cœur (My Ear at His Heart), un récit autobiographique, Hanif Kureishi rend hommage à son père qui s’était essayé sans succès à l’écriture et raconte la genèse de sa propre inspiration.

## Citations
« Le désir est torve, il ne se conforme pas à nos idéaux, et voilà pourquoi nous avons tellement besoin d'eux. Le désir se moque de tous les efforts humains et leur donne un sens. Le désir est l'anarchiste originel, le premier agent secret – pas étonnant que les gens veulent l'éradiquer. Et au moment précis où nous pensons tenir fermement la bride au désir, il nous laisse tomber ou il nous remplit d'un espoir nouveau. Le désir me fait rire parce qu'il se moque de nous tous, autant que nous sommes. Mais autant se laisser rouler dans la farine par lui que devenir fasciste. »

— Intimité

## Œuvres

### Romans
- 1990 : The Buddha of Suburbia (Le Bouddha de banlieue, 1991)
- 1995 : The Black Album (Black album, 1996)
- 1998 : Intimacy (Intimité, 2000)
- 2001 : Gabriel's Gift (Le Don de Gabriel, 2002)
- 2008 : Something to Tell You (Quelque chose à te dire)
- 2014 : The Last Word (Le Dernier Mot (d)). 
  - Le livre paraît en France le 2 janvier 2014 aux éditions Christian Bourgois  (ISBN 978-2-267-02583-5), un mois avant sa sortie en Grande-Bretagne.
  - le personnage fictif de Mamoon Azam, héros du roman, est largement inspiré des grands écrivains V. S. Naipaul et Salman Rushdie[2],[3].
- 2017 : The Nothing (L'Air de rien)
- 2019 : What Happened? (Que s’est-il passé ?, 2023)

### Recueils de nouvelles
- 1999 : Love in a Blue Time (Des bleus à l'amour, 1998)
- 1999 : Midnight All Day (La lune en plein jour, 2000)
- 2002 : The Body (Le Corps, 2003)

### Récit autobiographique
- 2004 : My Ear at His Heart (Contre son cœur, 2005)
- 2024 : Shattered: A Memoir (Fracassé, 2025)

### Essais
- 2002 : Dreaming and Scheming: Reflections on Writing and Politics (Souvenirs et divagations, 2003)
- 2005 : Word and the Bomb (Le Mot et la Bombe)

### Théâtre
- 1976 : Soaking the Heat
- 1979 : The King and Me
- 1980 : The Mother Country
- 1981 : Outskirts
- 1983 : Borderline
- 1983 : Birds of Passage
- 1999 : Sleep With Me
- 2002 : The Mother (May, 2006) (adaptation du scénario éponyme)
- 2003 : When the Night Begins (Quand vient la nuit, 2005)
- 2009 : The Black Album (adaptation du roman éponyme)

## Filmographie

### Scénarios
- 1985 : My Beautiful Laundrette, de Stephen Frears
- 1987 : Sammy et Rosie s'envoient en l'air, de Stephen Frears
- 1993 : The Buddha of Suburbia, feuilleton TV de Roger Michell
- 1997 : Mon fils le fanatique (My Son the Fanatic), d'Udayan Prasad
- 1999 : Mauvaise Passe, de Michel Blanc
- 2002 : The Mother, de Roger Michell
- 2003 : The God of Small Tales, de Milly Ellis et Brian Skeet (vidéo)
- 2007 : Weddings and Beheadings d'Amir Jamal
- 2007 : Venus, de Roger Michell
- 2013 : Un week-end à Paris, de Roger Michell

### Scénario et réalisation
- 1991 : London Kills Me

### Production
- 2006 : Souvenir

### Adaptations
- 2001 : Intimité (Intimacy), de Patrice Chéreau, scénario de Patrice Chéreau et Anne-Louise Trividic
- 2008 : A Meeting at last, de Konstantinos Frangopoulos, scénario de Ryan Baxter